# Anovia
Genre
Anovia est un genre d'insectes coléoptères de la famille des coccinelles.

## Seule espèce
- Anovia virginalis (Wickham, 1905)